# Dulichiella appendiculata
Dulichiella appendiculata är en kräftdjursart som först beskrevs av Thomas Say 1818.  Dulichiella appendiculata ingår i släktet Dulichiella och familjen Melitidae. Inga underarter finns listade i Catalogue of Life.